# Ral
|  | Per a altres significats, vegeu «Ral (desambiguació)». |

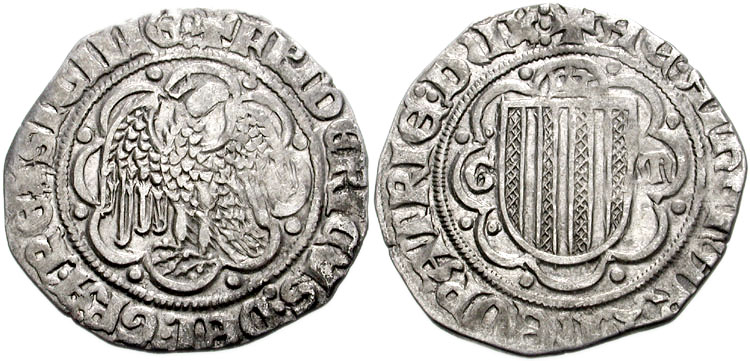
Ral de 1360, de Frederic IV anomenat el Senzill, 1355-1377.

Ral és la denominació que reben diferents tipus de moneda, totes actualment en desús. A l'època medieval, designava la moneda reial, en contraposició a la moneda episcopal, comtal o local, i podia ser feta de metalls diversos (or, argent o billó).
També s'anomenaven popularment "rals" les monedes espanyoles de 25 cèntims. Així, el ral era la quarta part de la pesseta i la vintena part del duro
.

## Rals històrics
- el ral d'or, moneda d'or francesa, molt imitada durant l'edat mitjana, amb un valor de 25 sous parisencs
- el ral de València, moneda de billó, creada per Jaume I el 1246, amb un valor d'1 diner, que es va establir com a moneda única per als regnes de València i Mallorca; popularment era coneguda com a diners del ramet o ramillets de València
- el ral de Mallorca, moneda d'argent del Regne de Mallorca, creada per Jaume II el 1300, amb un valor de 24 rals senars o menuts
- el ral d'or de Mallorca, moneda d'or creada per Jaume II el 1310
- el ral d'or de València, moneda d'or creada per Alfons el Magnànim el 1426, amb un valor de 10 sous de diners valencians o rals menuts
- el ral d'argent, moneda d'argent de 3 grams, encunyada a Mallorca i al Regne de València des del segle xiv fins al xvii, i a Barcelona al segle XVII
- el ral d'argent de València, moneda d'argent creada per Joan I, amb un valor de 18 diners, és a dir, un sou i mig; popularment era coneguda com a divuitè
- el ral de billó, moneda reial feta amb un aliatge d'argent i de coure
- el ral de Castella, moneda d'argent introduïda per Pere I al segle xiv, que es va demostrar com la més estable d'aquell regne; va circular per la Corona d'Aragó i des dels decrets de Nova Planta va ser la moneda única dels regnes hispànics
- els cinc rals, moneda d'argent encunyada durant la guerra dels Segadors en diferents poblacions de Catalunya, amb un valor de 10 sous
- el ral d'ardits, unitat de compte usada a Catalunya a partir del segle xvii basant-se en la moneda ardit, amb un valor de 24 diners[2]

## Ral espanyol

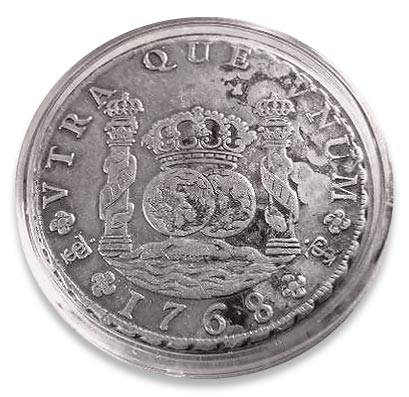
Ral d'argent colonial espanyol encunyat a la seca de Potosí, Alt Perú (actual Bolívia), el 1768

El ral espanyol (en castellà real) era una moneda d'argent de 3,35 grams, que va començar a circular a Castella al segle xiv i va ser la base del sistema monetari espanyol fins a mitjan segle xix. A partir de l'any 1497 tenia un valor de 34 morabatins o maravedís; aquest mateix any, la Pragmàtica de Medina del Campo, emesa pels reis Isabel I de Castella i Ferran II d'Aragó, establia en detall el pes i la quantitat d'argent que havia de posseir el ral encunyat, a més d'ordenar la presència de la sigla de l'encunyador respectiu en cada moneda, així com la sigla de la seca on va ser encunyada. El seu canvi en època de Felip II era d'1 ral d'argent per 34 morabatins, i al seu torn 1 escut d'or per 16 rals d'argent.
Els múltiples eren les monedes de 2 rals, 4 rals i la coneguda i famosa peça de 8 rals (o ral de vuit). Aquestes monedes foren produïdes en gran quantitat durant els segles xvi, xvii i xviii, no només a les seques d'Espanya mateix sinó també a les seves colònies americanes, com a les seques de Mèxic (activa des de 1535), Lima (activa des de 1568), Potosí (activa des de 1574), Bogotà (activa des de 1627), Santiago de Xile (activa des de 1749) i Popayán (activa des de 1758); una tal abundància de seques en llocs tan diversos i l'adequada quantitat d'argent dels seus productes va propiciar que el ral espanyol fos una moneda freqüent de trobar als mercats mundials durant el període 1600-1800, de manera que, fins i tot fora dels dominis espanyols, el ral era utilitzat habitualment com a diner circulant.
N'existia el ral, el mig ral, el quart de ral i el sisè de ral d'argent, d'onze diners i quatre grans de llei i talla de seixanta-sis peces d'un ral per un marc des de Pere I de Castella. Els reis castellans Enric II, Joan I, Enric III, Joan II i Enrique IV van encunyar els seus amb la mateixa llei i talla. Ja als segles xix i xx un ral equivalia a 25 cèntims de pesseta. Fins al final de la pesseta, de les monedes de 50 cèntims se'n deien dos rals.